# Myrmecotypus pilosus
Myrmecotypus pilosus là một loài nhện trong họ Corinnidae.
Loài này thuộc chi Myrmecotypus. Myrmecotypus pilosus được Octavius Pickard-Cambridge miêu tả năm 1898.